# Turistická značená trasa 0058
 Turistická značená trasa 0058 je červeně vyznačená 38 kilometrů dlouhá pěší trasa Klubu českých turistů vedená od Kalinova mlýna u Zvíkovce na Rokycansku přes Skryje a Roztoky do Nižboru na Berounsku. Před rokem 2018 byla trasa součástí turistické trasy 0001 vedené ze Zvíkovce přes Beroun, Prahu a podél Sázavy do Chřenovic na Havlíčkobrodsku.

## Popis trasy
Trasa začíná u Zvíkovce v okrese Rokycany v Plzeňském kraji. Vede do Středočeského kraje převážně východním směrem podél Berounky Křivoklátskou vrchovinou.
Cyklisté mohou využít cyklostezky 0016, 0043, 0045, 0050, 0054.
| Km   | Místo                        | Navazující a křižující trasy | Nadm. výška |
| ---- | ---------------------------- | ---------------------------- | ----------- |
| 0    | Kalinova Ves (část Zvíkovce) | 0047, 0207                   |             |
| 2    | Hradiště                     |                              |             |
| 4    | Čilá                         |                              |             |
| 5    | Mlýn Slapnice                |                              |             |
| 7    | Skryje                       | 1092, 1408, 3057             |             |
| 8,5  | Skryje, most                 | 1092, 3075, 6118             | 264 m       |
| 12   | u Kouřimecké rybárny         |                              |             |
| 14   | Křiniště (háj.)              |                              |             |
| 16,5 | V Potocích (rozc.)           | 1004, 6031                   |             |
| 17,5 | Nezabudice                   |                              |             |
| 18,5 | Nezabudický mlýn             |                              | 250 m       |
| 22,5 | Roztoky, most                | 6053                         |             |
| 23,5 | Roztoky (nahoře)             | 6053                         |             |
| 25,5 | Pod Beraníkem (rozc.)        | 6027                         |             |
| 26,5 | Dlouhý hřeben (rozc.)        | 3120                         | 484 m       |
| 29   | Pustá Seč                    |                              |             |
| 31,5 | Žloukovická hájovna          | 6026                         |             |
| 32,5 | Pod Hrachovkou               | 1024                         |             |
| 35,5 | Čerchov                      |                              |             |
| 38   | Nižbor, U lípy               | 1079, 3053, 6049             |             |

## Zajímavá místa
- Zvíkovec (zámek)
- Památník Joachima Barranda
- Skryjsko-týřovické kambrium - přírodní památka
- Čertova skála - přírodní rezervace
- Nezabudické skály - přírodní rezervace
- Roztocké vodopády
- Nižbor (zámek)

Mimo trasu
- Čilá (hradiště)
- Na Plazích - vrch
- Týřov
- Týřovické skály
- Křivoklát (hrad)

## Veřejná doprava
Cesta začíná u zastávky autobusů Zvíkovec-Kalinova Ves. Vede přes zastávky autobusů Hradiště-ves, Čilá, Nezabudice, Roztoky-u mostu, Roztoky-u školy a poblíž železniční stanice Roztoky u Křivoklátu. Končí u zastávky autobusů Nižbor-U lípy. Přes most přes Berounku lze dojít na železniční stanici Nižbor.